# Tephrosia incana
Tephrosia incana là một loài thực vật có hoa trong họ Đậu. Loài này được (Roxb.) Graham ex Wight miêu tả khoa học đầu tiên năm 1833.